# Oru Oeste
Oru West é uma Área de Governo Local de Imo (estado), Nigéria. Sua sede está na cidade de Mgbidi.
Tem uma área de 93 km2 e uma população de 115.704 no recenseamento de 2006.
O código postal da área é 474.